# Nomada kervilleana
Nomada kervilleana är en biart som beskrevs av Pérez 1913. Nomada kervilleana ingår i släktet gökbin, och familjen långtungebin. Inga underarter finns listade i Catalogue of Life.